# Viva Technology
Viva Technology ou VivaTech, é um encontro anual dedicado à inovação tecnológica e startups fundado em 2016. Acontece anualmente no Paris Expo Porte de Versailles em Paris, França e é organizado pelos grupos Les Échos e Publicis. Os três primeiros dias VivaTech são dirigido exclusivamente a start-ups, investidores, gestores, estudantes e académicos. No quarto dia o evento é aberto ao público em geral.
A edição de 2023 bateu recorde ao atrair mais de 150 mil visitantes durante todo o evento, quase 60 mil a mais que a edição anterior. Isto significa que o número de visitantes da Viva Tech em 2023 ultrapassará o da CES, feira de referência na área das novas tecnologias que se realiza todos os anos em Las Vegas.